# Chúc (họ)
Chúc là một họ của người châu Á. Họ này có ở Việt Nam và Trung Quốc (chữ Hán: 祝, Bính âm: Zhù). Họ này đứng thứ 126 trong danh sách Bách gia tính.

## Người Việt Nam họ Chúc
- Chúc Cố, tức Phạm Mại, nhà thơ và quan nhà Trần.
- Chúc Anh Tú, Giáo sư, tiến sĩ Kinh tế, Giảng viên kế toán , Trưởng Ban Khảo Thí & Quản lý Chất lượng Học Viện Tài Chính.
- Họ Chúc Kim ở Thôn Thanh Bình, xã Thanh Sơn, huyện Tĩnh Gia, Thanh Hóa. Họ Chúc Kim tại địa chỉ này còn lưu giữ được các đạo sắc ban vua phong, kiếm,... Hiện tại dòng họ có một Phó Giáo sư, Tiến sĩ trẻ,... Con cháu đỗ đạt đại học rất nhiều, luôn thành danh và luôn đoàn kết một lòng, thương yêu đùm bọc lẫn nhau,... là tấm gương sáng của ùng này. Nhất là về tinh thân hiếu học, đoàn kết và sự phát triển. Họ Chúc Kim tế họ vào rằm tháng giêng (Âm lịch hằng năm) và Lễ Ăn Cơm Mới vào ngày 29 Tháng 9 (Âm lịch hằng năm).
- Họ Chúc Bá ở Thôn Trung Thành, xã Thanh Sơn, huyện Tĩnh Gia, Thanh Hóa.
- Họ Chúc ở xóm Chúc, xã Đại Hóa, huyện Tân Yên, Bắc Giang
- Họ Chúc ở xóm Tân Phong, xã Phong Vân, huyện Ba Vì, Hà Nội.
- Họ Chúc ở Hà Tĩnh.

## Người Trung Quốc họ Chúc
- Chúc Dung, một nhân vật huyền sử sống vào thời Đế Khốc.
- Chúc Đam, tướng nước Trịnh đầu thời Xuân Thu, nổi tiếng với sự kiện dùng tên bắn vào vai Chu Hoàn vương.
- Chúc Anh Đài, nhân vật trong truyền thuyết Trung Quốc về chuyện tình đẹp nhưng đầy bi kịch của một đôi trai gái Lương Sơn Bá – Chúc Anh Đài.
- Chúc Doãn Minh, nhà thơ, nhà thư pháp, nhà văn, học giả triều Minh.
- Chúc Văn Quân, diễn viên Hồng Kông.
- Chúc Phàm Cương, diễn viên Đài Loan, cựu thành viên 183club.
- Chúc Tự Đan, diễn viên Trung Quốc.